# Golema planina
Golema planina (bulgariska: Голема планина) är en bergskedja i Bulgarien.   Den ligger i regionen Sofijska oblast, i den västra delen av landet, 30 km norr om huvudstaden Sofia.
I omgivningarna runt Golema planina växer i huvudsak lövfällande lövskog. Runt Golema planina är det ganska glesbefolkat, med 28 invånare per kvadratkilometer.